# Gundersdorf (Gemeinde Friesach)

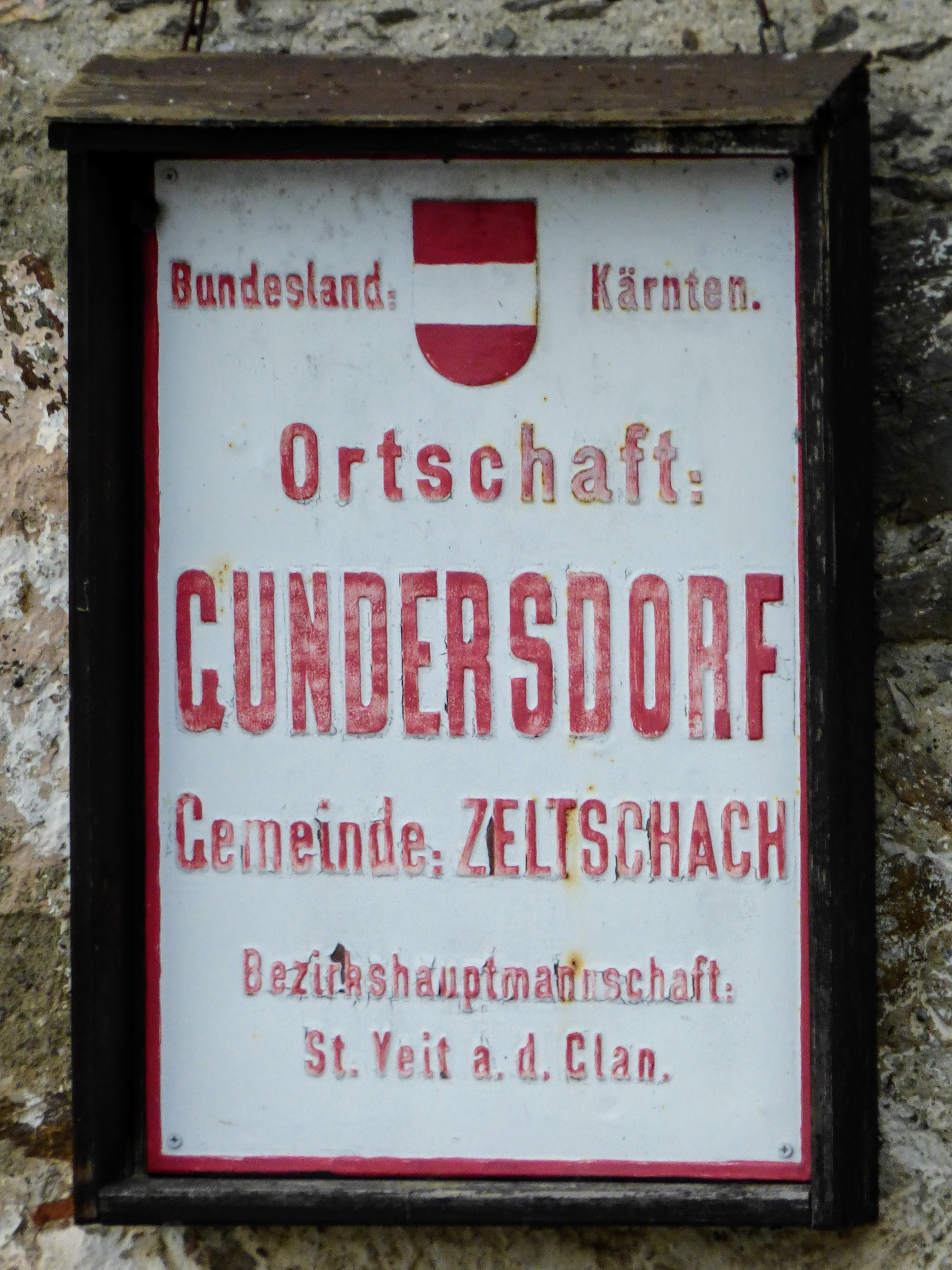
Ortschaftstafel Gundersdorf

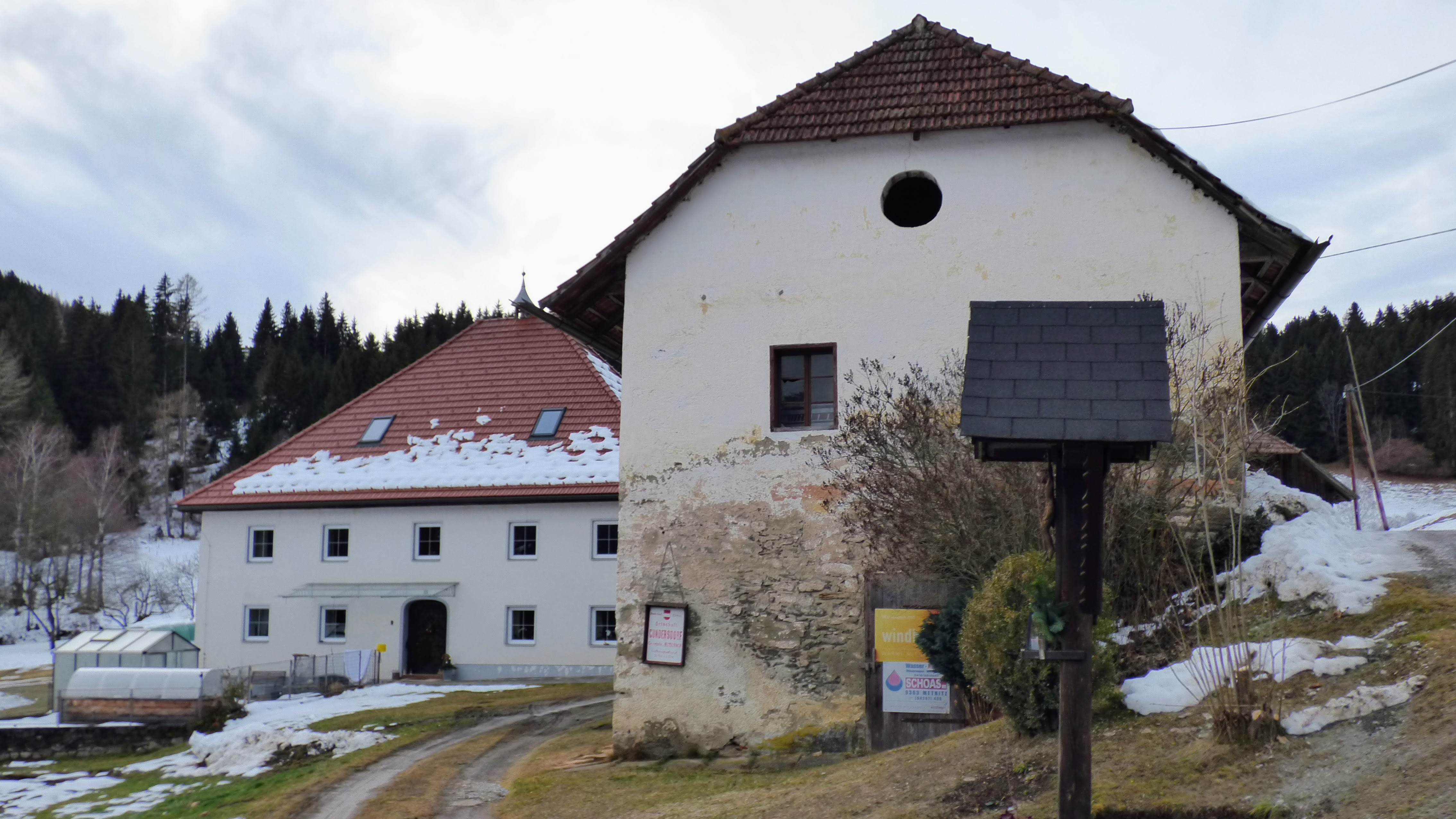
Gundersdorf

Gundersdorf ist eine Ortschaft in der Gemeinde Friesach im Bezirk Sankt Veit an der Glan in Kärnten (Österreich). Die Ortschaft hat 5 Einwohner (Stand 1. Jänner 2024). Sie liegt auf dem Gebiet der Katastralgemeinde Zeltschach.

## Lage
Gundersdorf liegt im Norden des Bezirks Sankt Veit an der Glan, im Guttaringer Bergland, etwa in der Mitte zwischen den Dörfern Zeltschach und Gaisberg, am Gaisbergbach, einem rechten Nebenfluss des Zeltschacher Bachs, und ist nur über eine unbefestigte Zufahrt erreichbar. Die Ortschaft besteht nur aus der Dörflingerhube samt Nebengebäuden.

## Geschichte
Gundersdorf befindet sich in einem alten Bergbaugebiet; in unmittelbarer Nähe des Orts befinden sich einige stillgelegte Stollen.
Auf dem Gebiet der Steuergemeinde Zeltschach liegend, gehörte Gundersdorf in der ersten Hälfte des 19. Jahrhunderts zum Steuerbezirk Dürnstein. Bei Gründung der Ortsgemeinden im Zuge der Reformen Mitte des 19. Jahrhunderts kam Gundersdorf an die Gemeinde Friesach. 1890 spaltete sich die Gemeinde Zeltschach von der Gemeinde Friesach ab, Gundersdorf gehörte dadurch zur Gemeinde Zeltschach. Mit Jahreswechsel 1972/73 kam Zeltschach samt Gundersdorf wieder an die Gemeinde Friesach.

## Bevölkerungsentwicklung
Für die Ortschaft ermittelte man folgende Einwohnerzahlen:
- 1869: 1 Haus, 11 Einwohner[2]
- 1880: 1 Haus, 13 Einwohner[3]
- 1890: 1 Haus, 19 Einwohner[4]
- 1900: 1 Haus, 22 Einwohner[5]
- 1910: 1 Haus, 17 Einwohner[6]
- 1923: 1 Haus, 16 Einwohner[7]
- 1934: 17 Einwohner[8]
- 1961: 1 Haus, 12 Einwohner[9]
- 2001: 2 Gebäude (davon 2 mit Hauptwohnsitz) mit 2 Wohnungen; 6 Einwohner und 0 Nebenwohnsitzfälle; 2 Haushalte; 0 Arbeitsstätten, 1 land- und forstwirtschaftlicher Betrieb[10]
- 2011: 2 Gebäude, 5 Einwohner, 2 Haushalte, 0 Arbeitsstätten[11]
- 2021: 2 Gebäude, 5 Einwohner, 2 Haushalte, 2 Arbeitsstätten[12]